# Пшибинув
Пшибинув (пол. Przybynów) — село в Польщі, у гміні Жарки Мишковського повіту Сілезького воєводства.
Населення — 675 осіб (2011).
У 1975-1998 роках село належало до Ченстоховського воєводства.

## Демографія
Демографічна структура станом на 31 березня 2011 року:
|          | Загалом | Допрацездатний вік | Працездатний вік | Постпрацездатний вік |
| -------- | ------- | ------------------ | ---------------- | -------------------- |
| Чоловіки | 320     | 57                 | 223              | 40                   |
| Жінки    | 355     | 59                 | 201              | 95                   |
| Разом    | 675     | 116                | 424              | 135                  |